# 趙希夔
趙希夔（1508年—1594年），字一卿，號安節，山西潞安府長治縣人，民籍，明朝政治人物。

## 生平
嘉靖十三年（1534年）甲午科山西鄉試第二十二名舉人，嘉靖十四年（1535年）乙未科會試三百十一名，廷試二甲第十三名進士，歷任安州知州、東昌府同知、四川按察司僉事、雲南按察司僉事、貴州布政使司參議、湖廣按察司副使，三十四年以播州宣慰司善後事宜，升俸一级。升陝西布政使司參政、陝西按察使，三十八年五月升陝西右布政使，遷河南左布政使，三年考满，四十三年七月加食正一品俸，享年八十七。

## 家族
曾祖趙興，兵馬；祖父趙會，典膳；父趙秉忠，陕州同知。母都氏。慈侍下。兄希鼎，典膳。三子：趙于實，儀賓；次子趙于敏，官至知府；三子趙于朴，貢士。